# Stefan Uniatycki
Stefan Uniatycki herbu Sas (zm. 1752) – chorąży pilzneński w latach 1740–1752, podstoli bracławski i stolnik pilzneński w latach 1736–1740, podstarości i sędzia grodzki nowokorczyński, stolnik trembowelski w latach 1713–1736.

## Życiorys
Jako deputat podpisał pacta conventa Stanisława Leszczyńskiego w 1733 roku. Był konsyliarzem i delegatem województwa sandomierskiego w konfederacji dzikowskiej 1734 roku. Poseł województwa sandomierskiego na sejm nadzwyczajny pacyfikacyjny 1736 roku i na sejm 1748 roku.